# ميرفت كاظم
ميرفت كاظم ممثلة مصرية 

## مسيرتها
بدأت نشاطها الفنى في عام 1953 بالظهور في فيلم «أنا ذنبى إيه» للمخرج إبراهيم عمارة في دور زوجة بيومي العتر (محسن حسنين)، وواصلت النشاط لمدة عامين ثم تزوجت وانقطعت عن التمثيل لمدة طويلة ثم عاودت الظهور في المسرح حيث التحقت بفرقة «أمين الهنيدى» وأدت مسرحية «عبود عبده عبود» عام 1970، وأيضاً في السينما، عادت بفيلم «عاشقة نفسها» للمخرج منير التوني عام 1972. كانت ميرفت كاظم مقلة في نشاطها الذي استمر حتى مطلع التسعينيات وكان آخر ظهور لها في فيلم «اشتباه» للمخرج علاء كريم عام 1991.
كانت حصيلة أعمالها منذ منتصف الخمسينات وحتى بداية التسعينات 28 عملاً بين الإذاعة والمسرح والتلفزيون والسينما.

## قائمة أفلامها
| - فيلم "أنا ذنبي إيه؟" للمخرج إبراهيم عمارة عام 1953 - فيلم "خليك مع الله" للمخرج حلمي رفلة عام 1954 - فيلم "أبو الدهب" للمخرج حلمي رفلة عام 1954 - فيلم "مملكة النساء" للمخرج إحسان فرغل عام 1955 - فيلم "سيجارة وكاس" للمخرج نيازي مصطفى عام 1955 - فيلم "عاشقة نفسها" للمخرج منير التوني عام 1972 - فيلم "وعادت الحياة" للمخرج نادر جلال عام 1976 - فيلم "كباريه الحياة" للمخرج محمود فريد عام 1977 | - فيلم "الشياطين" للمخرج حسام الدين مصطفى عام 1977 - فيلم "من بلا خطيئة" للمخرج تيسير عبود عام 1978 - فيلم "دموع بلا خطايا" من إخراج حسن يوسف عام 1980 - فيلم "حبيبي دائمًا" للمخرج حسين كمال عام 1980 - فيلم "ليلة شتاء دافئة" للمخرج أحمد فؤاد عام 1981 - فيلم "العذراء والشعر الأبيض" للمخرج حسين كمال عام 1983 - فيلم "اشتباه" للمخرج علاء كريم عام 1991 |

## وصلات خارجية
- ميرفت كاظم على موقع السينما
- ميرفت كاظم على موقع دهليز
- ميرفت كاظم على موقع IMDB
- ميرفت كاظم على موقع كاروهات